# Crush
Crush je sedmi studijski album rock sastava Bon Jovi, objavljen 2000. godine.

## Popis pjesama
| Br. | Skladba                                                       | Autor                                       | Trajanje |
| --- | ------------------------------------------------------------- | ------------------------------------------- | -------- |
| 1.  | »It's My Life«                                                | Jon Bon Jovi, Richie Sambora, Max Martin    | 3:44     |
| 2.  | »Say It Isn't So«                                             | Bon Jovi, Billy Falcon                      | 3:33     |
| 3.  | »Thank You for Loving Me«                                     | Bon Jovi, Sambora                           | 5:07     |
| 4.  | »Two Story Town«                                              | Bon Jovi, Sambora, Dean Grakal, Mark Hudson | 5:10     |
| 5.  | »Next 100 Years«                                              | Bon Jovi, Sambora                           | 6:19     |
| 6.  | »Just Older«                                                  | Bon Jovi, Falcon                            | 4:28     |
| 7.  | »Mystery Train«                                               | Bon Jovi, Falcon                            | 5:16     |
| 8.  | »Save the World«                                              | Bon Jovi                                    | 5:31     |
| 9.  | »Captain Crash & the Beauty Queen From Mars«                  | Bon Jovi, Sambora                           | 4:31     |
| 10. | »She's a Mystery«                                             | Bon Jovi, Peter Stuart, Greg Wells          | 5:18     |
| 11. | »I Got The Girl«                                              | Bon Jovi                                    | 4:36     |
| 12. | »One Wild Night«                                              | Bon Jovi, Sambora, Desmond Child            | 4:18     |
| 13. | »I Could Make a Living Out of Lovin' You« (Demo & Bonustrack) | Bon Jovi, Sambora                           | 3:52     |
| 14. | »Neurotica« (Bonustrack in Australia and Japan)               | Bon Jovi, Sambora                           | 4:39     |

### Specijalno CD bonus izdanje
| Br. | Skladba                                  | Autor                                | Trajanje |
| --- | ---------------------------------------- | ------------------------------------ | -------- |
| 1.  | »Runaway« (Uživo, lagana verzija)        | Jon Bon Jovi, George Karak           | 5:41     |
| 2.  | »Mystery Train« (Uživo)                  | Bon Jovi, Billy Falcon               | 5:32     |
| 3.  | »Rockin' in the Free World« (Uživo)      | Neil Young                           | 5:45     |
| 4.  | »Just Older« (Uživo)                     | Bon Jovi, Falcon                     | 5:17     |
| 5.  | »It's My Life« (Uživo)                   | Bon Jovi, Richie Sambora, Max Martin | 3:50     |
| 6.  | »Someday I'll Be Saturday Night« (Uživo) | Bon Jovi, Sambora, Desmond Child     | 8.31     |